# ميدهم غرين (باركشير)
ميدهم غرين (بالإنجليزية: Midgham Green)‏ هي قرية تقع في المملكة المتحدة في جنوب شرق إنجلترا.